# Punta de la Descubierta
Punta de la Descubierta (spanisch) ist eine Landspitze von Deception Island im Archipel der Südlichen Shetlandinseln. Sie liegt 1 km nördlich des New Rock. Die Landspitze ist Standort einer Kolonie des Zügelpinguins.
Spanische Wissenschaftler benannten sie nach der Korvette Discubierta, eines von zwei Schiffen, mit denen der in spanischen Diensten stehende italienische Seefahrer Alessandro Malaspina bei seiner von 1789 bis 1794 dauernden Seereise in Teilen die Küsten der Falklandinseln und Süd-Chiles kartiert hatte. Das UK Antarctic Place-Names Committee übertrug die spanische Benennung 2018 ins Englische.